# Profesor de educación superior

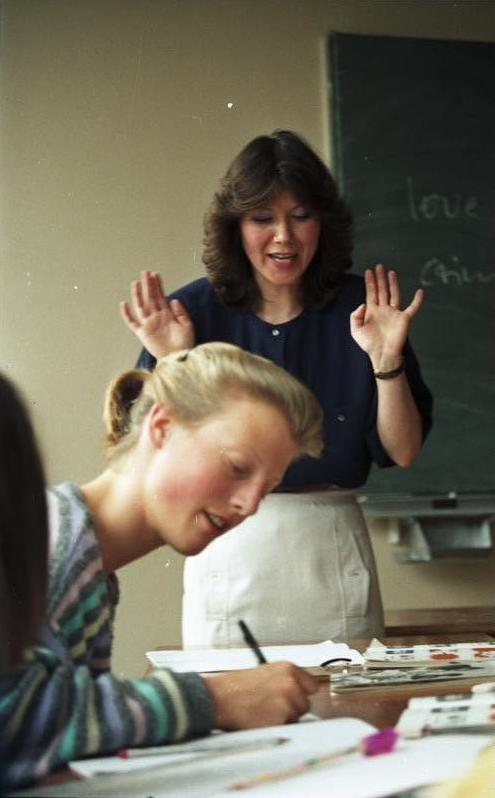
Profesor de educación superior

Un profesor de educación superior es un profesor que labora en centros de educación superior, como pueden ser universidades, facultades, escuelas superiores, institutos y centros de investigación-enseñanza.
Sus funciones principales son: docencia, investigación, gestión y transferencia. De este modo, la gran cantidad de tareas a desarrollar abarcan aspectos tan variados como: docencia a estudiantes de licenciatura y posgrado; llevar a cabo sesiones de laboratorio; preparar, administrar y calificar exámenes, prácticas de laboratorio y reportes; asesorar a pre-estudiantes y estudiantes sobre asuntos académicos y decisiones de carrera; dar conferencias; y dirigir programas de investigación; gestionar aspectos de la institución universitaria; etc. En Estados Unidos y Canadá se conoce a esta posición como lecturer.

## Salario

### España
Los salarios de los profesores de las universidades públicas en España están fijados a nivel nacional, pero existen algunos bonos relacionados con el rendimiento y la antigüedad, así como una serie de bonificaciones otorgadas por los gobiernos autonómicos. Estos bonos incluyen primas de tres años (trienios, según la antigüedad), primas de cinco años (quinquenios, según el cumplimiento de los criterios docentes establecidos por la universidad) y primas de seis años (sexenios, según el cumplimiento de los criterios de investigación establecidos por el gobierno nacional). Estas bonificaciones salariales son relativamente pequeñas. Sin embargo, el número total de sexenios es un requisito previo para ser miembro de diferentes comités.
| Universidad            | Ayudante Doctor | Permanente Laboral | Titular   | Catedrático | Año  | Fuente |
| ---------------------- | --------------- | ------------------ | --------- | ----------- | ---- | ------ |
| Alcalá                 | 27.463,73       | 34.989,86          |           |             | 2024 |        |
| Autónoma de Barcelona  | 37.204,16       | 41.043,94          | 40.258,92 | 50.593,72   | 2023 |        |
| Autónoma de Madrid     | 28.556,76       | 33.447,66          | 40.515,58 | 50.203,86   | 2023 |        |
| Barcelona              | 38.318,84       | 42.273,56          | 41.324,66 | 52.002,88   | 2024 |        |
| Carlos III de Madrid   | 25.466,96       | 30.357,62          | 35.835,46 | 45.523,60   | 2023 |        |
| Castilla-La Mancha     | 29.774,92       | 35.389,06          | 37.425,31 | 47.113,13   | 2023 |        |
| Complutense de Madrid  | 27.037,92       | 34.389,04          | 37.790,62 | 47.573,26   | 2023 |        |
| Granada                | 33.648,01       | 37.386,68          | 37.425,46 | 47.113,74   | 2023 |        |
| Oviedo                 | 28.286,02       | 34.843,06          |           |             | 2023 |        |
| Pompeu Fabra           | 37.199,82       | 41.039,60          | 40.537,52 | 50.870,64   | 2023 |        |
| Salamanca              | 30.160,40       | 33.244,44          | 37.425,60 | 47.113,88   | 2023 |        |
| Santiago de Compostela | 30.255,96       | 37.750,26          | 37.750,26 | 47.522,40   | 2023 |        |
| Sevilla                | 31.750,24       | 35.278,04          | 35.278,04 | 44.410,24   | 2021 |        |
| Valladolid             | 28.429,96       | 31.337,22          | 35.278,04 | 44.014,50   | 2021 |        |